# Ètica de menjar carn

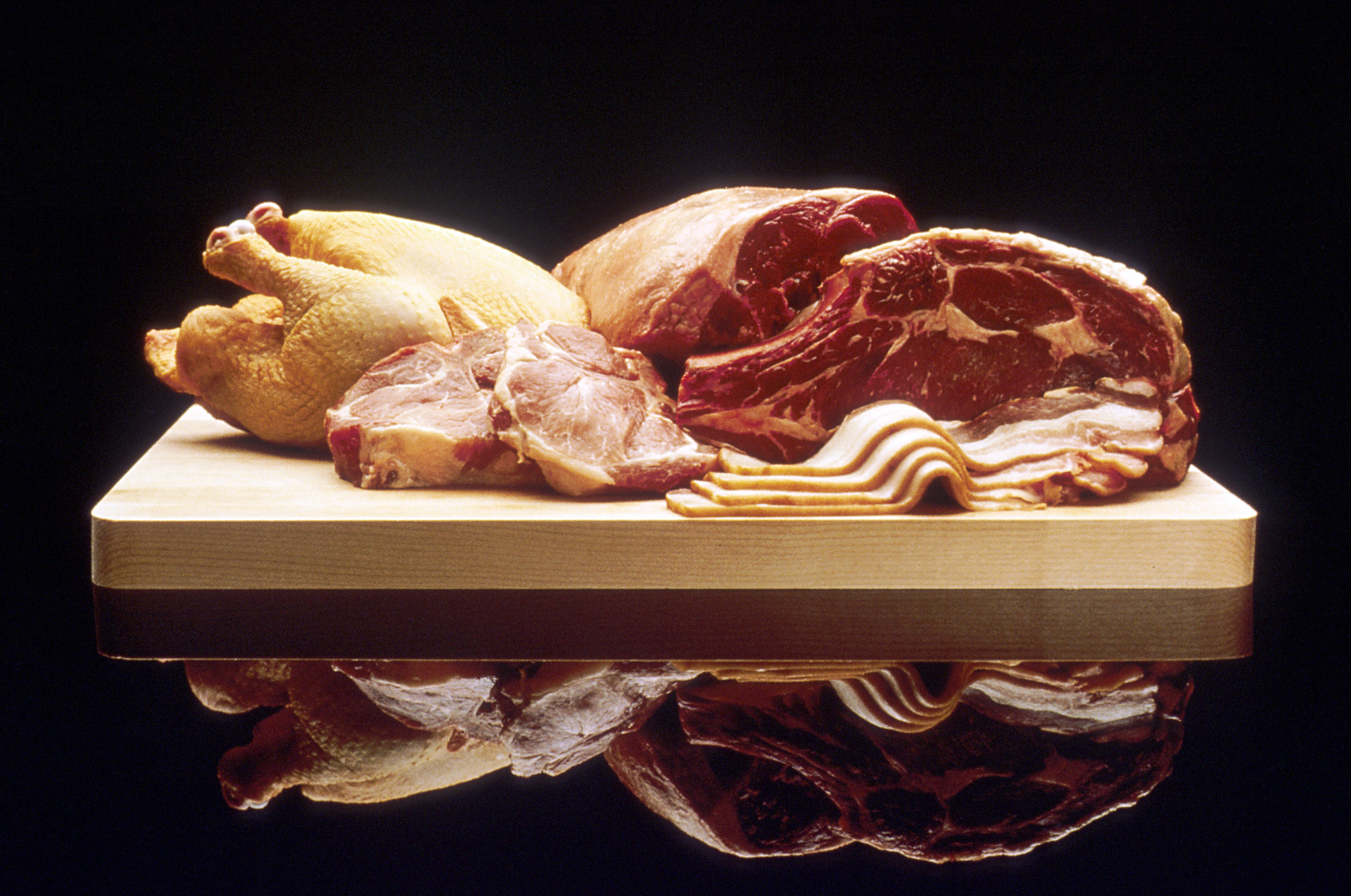
Diversos tipus de carn

Les converses sobre l'ètica de menjar carn se centren en si és o no moral menjar animals no humans. En definitiva, aquest és un debat que porta mil·lennis i continua sent un dels temes més destacats de l'ètica alimentària.
Les persones que promouen el consum de carn ho fan per una sèrie de raons, com ara la salut, les tradicions culturals, les creences religioses i els arguments científics que donen suport a la pràctica i generalment argumenten que fer d'una dieta sense carn l'objectiu social per a tothom seria incorrecte perquè no té en compte les necessitats nutricionals individuals dels humans en les diferents etapes de la vida, no té en compte les diferències biològiques entre els sexes, ignora la realitat de l'evolució humana, ignora diverses consideracions culturals o limita l'adaptabilitat de l'espècie humana.
Les persones que s'abstenen de menjar carn es coneixen generalment com a "vegetarians" o "vegans". Eviten la carn per diverses raons com les preferències de gust, la religió, el benestar animal, l'impacte ambiental de la producció de carn (vegetarianisme ambiental), consideracions de salut i la resistència antimicrobiana. Els vegans també s'abstenen d'altres productes animals, com els lactis i els ous, per raons similars.
Els "omnívors ètics" són individus que s'oposen a les pràctiques subjacents a la producció de carn, en oposició a l'acte de consumir carn en si. En aquest sentit, moltes persones que s'abstenen de determinats tipus de consum de carn i de productes d'origen animal no es preocupen del consum de carn en general, sempre que la carn i els productes d'origen animal es produeixin d'una manera concreta. Els omnívors ètics poden oposar-se a la cria d'animals per a la carn a les granges industrials, a matar animals de manera que causi dolor i a alimentar els animals amb antibiòtics o hormones innecessàries. Amb aquesta finalitat, poden evitar carns com la vedella, el foie gras, la carn d'animals que no es trobaven en llibertat, els animals alimentats amb antibiòtics o hormones, etc.
En una enquesta del 2014 a 406 professors de filosofia dels EUA, aproximadament el 60% dels eticistes i el 45% dels filòsofs no ètics van dir que, d'alguna manera, "moralment" era "dolent" menjar carn de mamífers. Una enquesta de 2020 de 1812 filòsofs de llengua anglesa publicada va trobar que el 48% va dir que era permissible menjar animals en circumstàncies normals, mentre que el 45% va dir que no. The World Scientists' Warning to Humanity (2017), l'article de revista científica més cosignat de la història, demanava (entre altres coses) una transició a dietes basades en plantes per combatre el canvi climàtic.

## Visió general dels arguments a favor i en contra del consum de carn

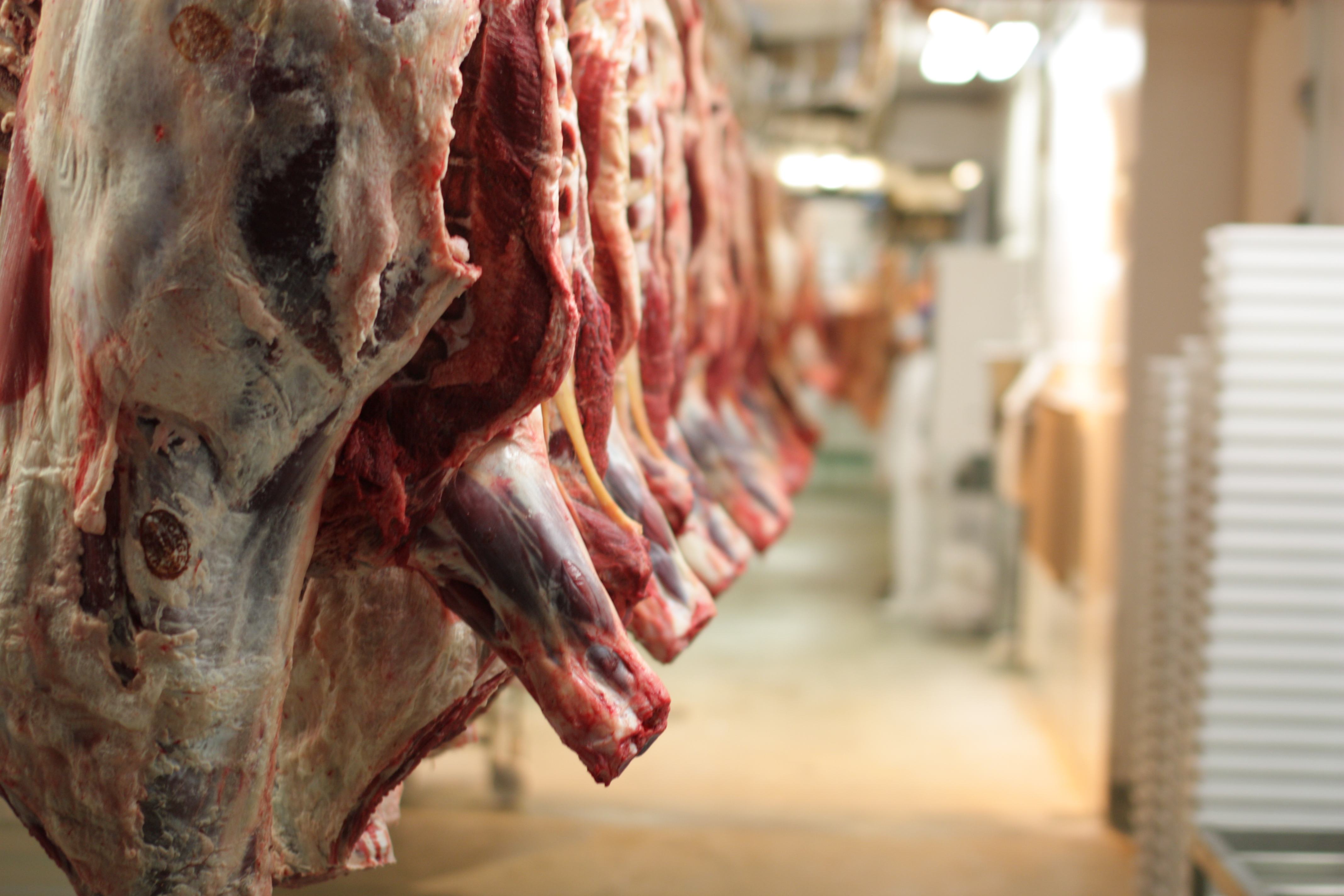
Canals de bestiar en un escorxador

Les converses sobre l'ètica de menjar carn han estat en curs durant milers d'anys, possiblement més temps. Pitàgores, un matemàtic i filòsof grec que va viure durant el segle vi aC, va argumentar en contra de menjar animals pel fet que tenien ànima com els humans. Amb un enfocament completament diferent, Plató, un filòsof atenès que va viure durant el segle IV aC, va argumentar que la carn és un article de luxe que requereix molta terra per adquirir-la. En conseqüència, va afirmar que el consum poc moderat de carn portaria a un conflicte per la terra i, en definitiva, a una societat insostenible. Xenofont va expressar preocupacions similars a Plató:
| «                        | "Sí, i quan altres resen per una bona collita de blat, ell, presumiblement, pregaria per un bon subministrament de carn". El jove, endevinant que aquestes observacions de Sòcrates s'aplicaven a ell, no va deixar de menjar-se la seva carn, sinó que es va endur una mica de pa. Quan Sòcrates va observar això, va cridar: "Vegeu l'home, vosaltres que sou a prop seu, i mireu si tracta el pa com la seva carn o la carn com el seu pa". | » |
| — Xenofont , Memorabilia | |   |

René Descartes, un filòsof, matemàtic i científic francès del segle xvii, no estava d'acord amb les posicions esmentades. Va argumentar que els animals no eren conscients. Com a resultat, va afirmar que no hi ha res èticament dolent de consumir carn o causar dolor físic als animals. Immanuel Kant també va argumentar que no hi ha res èticament dolent amb el consum de carn. Va afirmar que era la persona la que distingia els humans dels animals i que, com que els animals no són persones reals, no hi havia res de dolent en matar-los o consumir-los.
Peter Singer, professor de la Universitat de Princeton i la Universitat de Melbourne i pioner del moviment d'alliberament animal, argumenta que, com que els animals no humans tenen consciència, haurien de ser tractats d'acord amb l'ètica utilitària. En la seva filosofia ètica del que és ser una "persona", Singer argumenta finalment que els animals de bestiar tenen prou consciència per merèixer un tracte millor del que reben. Des de llavors, l'obra de Singer ha servit de base a nombrosos filòsofs que hi estan d'acord i que no. Les seves filosofies essencials han estat adoptades en gran manera pels defensors dels drets dels animals així com per vegetarians i vegans ètics.
Molts altres pensadors moderns han qüestionat la moralitat no només de la doble moral subjacent a l'especisme, sinó també el doble estàndard subjacent al fet que la gent dona suport al tractament de vaques, porcs i gallines d'una manera que mai no permetrien amb gossos, gats o ocells.
Nick Zangwill, filòsof britànic i professor honorari d'investigació a la University College de Londres i la Universitat de Lincoln, no està d'acord amb les conclusions de Singer sobre la necessitat moral de no menjar carn. A Our Moral Duty to Eat Meat, que va ser publicat per Cambridge University Press, Zangwill argumenta que l'existència d'animals domesticats depèn de la pràctica de menjar-ne, i que menjar carn ha beneficiat històricament a molts milions d'animals i els ha donat bones vides. En conseqüència, afirma que menjar carn d'animals no humans no només és permissible, sinó que també és bo per a molts milions d'animals. Tanmateix, Zangwill aclareix que aquest argument no s'aplica als animals de granja de fàbrica, ja que no tenen una bona vida. Així, quan parla de la justificació de menjar carn, només es refereix a la carn d'animals que en general tenen una bona vida. Els defensors del consum de carn que subscriuen les opinions de Zangwill argumenten que pràctiques com la cria en llibertat ben gestionada i el consum d'animals caçats, especialment d'espècies els depredadors naturals de les quals s'han eliminat significativament, podrien satisfer la demanda de carn produïda en massa i d'origen ètic.
Els vegetarians ètics diuen que les raons per no fer mal o matar animals són similars a les raons per no fer mal o matar humans. Argumenten que matar un animal, com matar un humà, només es pot justificar en circumstàncies extremes, com quan la vida d'un mateix està amenaçada. Consumir un ésser viu només pel seu gust, per comoditat o per costum no és justificable. Alguns experts en ètica han afegit que els humans, a diferència d'altres animals, són moralment conscients del seu comportament i tenen una opció; per això hi ha lleis que regeixen el comportament humà, i per això està subjecte a normes morals. Les preocupacions vegetarianes ètiques s'han generalitzat als països desenvolupats, sobretot a causa de l'expansió de l'agricultura industrial, una documentació més oberta i gràfica del que implica el consum humà de carn per a l'animal, i la consciència ambiental. La reducció del malbaratament d'aliments a tot el món també contribuiria a reduir els residus de carn i, per tant, a salvar els animals.
Alguns han descrit el tracte desigual dels humans i els animals com una forma d'especisme com l'antropocentrisme o el centrat en l'ésser humà. Val Plumwood (1993, 1996) ha argumentat que l'antropocentrisme té un paper en la teoria verda que és anàleg a l'androcentrisme en la teoria feminista i l'etnocentrisme en la teoria antiracista. Plumwood anomena "antropocentrisme" el centrat en l'ésser humà per emfatitzar aquest paral·lelisme. Per analogia amb el racisme i el sexisme, Melanie Joy ha batejat el fet de menjar carn com a "carnisme". El moviment dels drets dels animals busca posar fi a la rígida distinció moral i legal que s'estableix entre animals humans i no humans, posar fi a l'estatus dels animals com a propietat i posar fi al seu ús en les indústries de la investigació, l'alimentació, la roba i l'entreteniment.

## Consciència animal

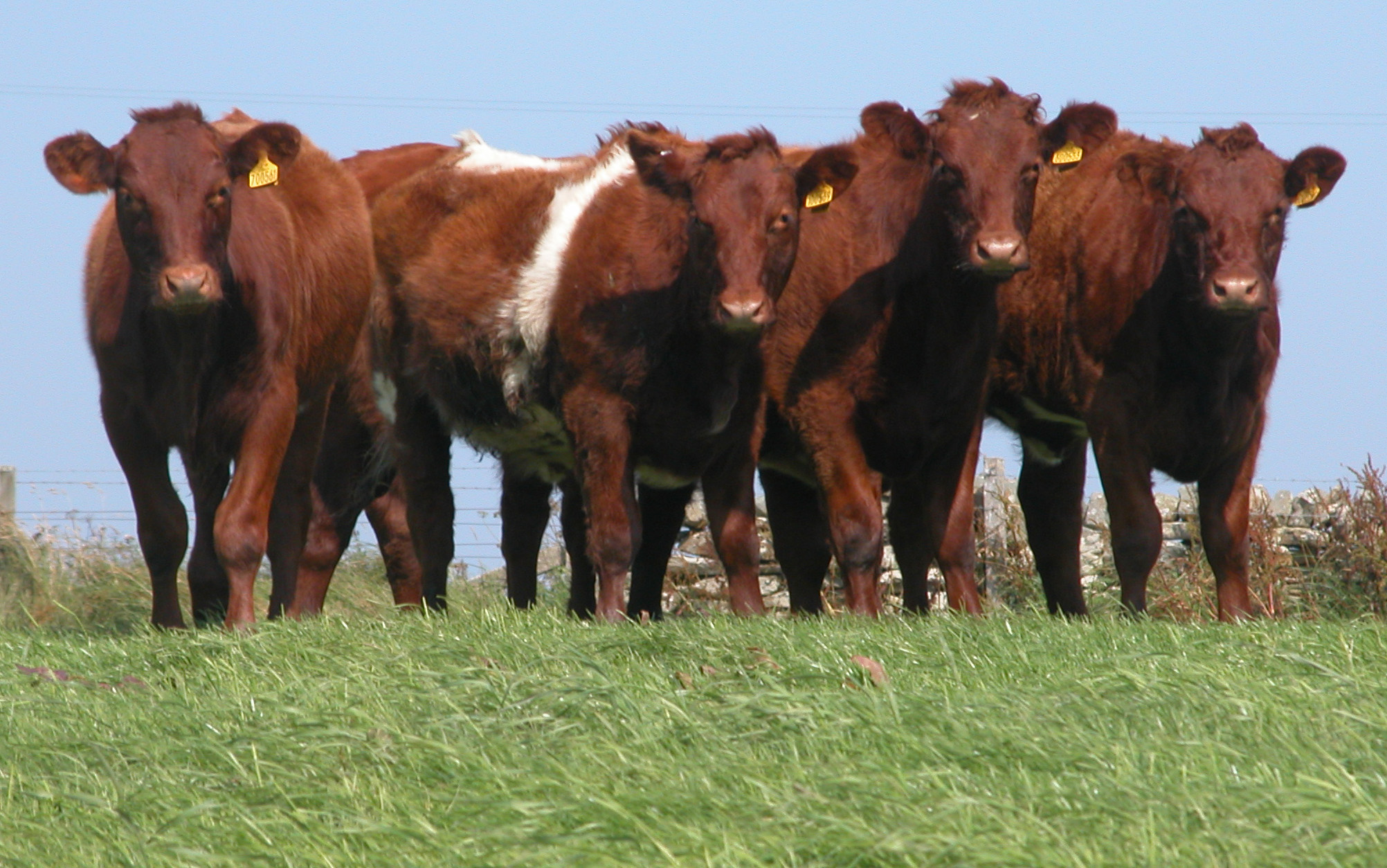
Vaquines curtes, una raça típica de boví polivalent

L'etòloga Jane Goodall va declarar al llibre de 2009 The Inner World of Farm Animals que "els animals de granja senten plaer i tristesa, entusiasme i ressentiment, depressió, por i dolor. Són molt més sensibles i intel·ligents del que mai hem imaginat." El 2012, un grup de coneguts neurocientífics va declarar a la "Declaració de Cambridge sobre la consciència en animals no humans" que tots els mamífers i aus (com els animals de granja) i altres animals posseeixen els substrats neurològics que generen consciència i poden experimentar estats afectius. Eugene Linden, autor de The Parrot's Lament, suggereix que molts exemples de comportament animal i intel·ligència semblen indicar tant emoció com un nivell de consciència que normalment atribuiríem només a la nostra pròpia espècie.
El filòsof Daniel Dennett contesta:
| « | La consciència requereix un cert tipus d'organització informativa que no sembla estar "configurada" en els humans, sinó que està inculcada per la cultura humana. A més, la consciència no és un tipus de fenomen en blanc o negre, tot o res, com s'assumeix sovint. Les diferències entre els humans i les altres espècies són tan grans que les especulacions sobre la consciència animal semblen sense fonament. Molts autors simplement assumeixen que un animal com un ratpenat té un punt de vista, però sembla que hi ha poc interès a explorar els detalls implicats. | » |

Els filòsofs Peter Singer (Princeton), Jeff McMahan (Oxford) i altres també contesten que la qüestió no és de consciència, sinó de sintència.

### Dolor
Un argument relacionat gira al voltant de la capacitat dels organismes no humans de sentir dolor. Si es pogués demostrar que els animals pateixen, com ho fan els humans, aleshores molts dels arguments en contra del patiment humà es podrien estendre als animals. Una d'aquestes reaccions és la inhibició transmarginal, un fenomen que s'observa en humans i alguns animals semblant a un trastorn mental.
Com va assenyalar John Webster (professor emèrit de ramaderia a la Universitat de Bristol):
| « | La gent ha suposat que la intel·ligència està lligada a la capacitat de patir i que com que els animals tenen el cervell més petit pateixen menys que els humans. Això és una lògica patètica, els animals sensibles tenen la capacitat d'experimentar el plaer i estan motivats per buscar-lo, només cal veure com les vaques i els xais busquen i gaudeixen del plaer quan s'estenen amb el cap aixecat al sol en un dia d'estiu anglès ideal. Igual que els humans. | » |

Diversos programes que funcionen arreu del món promouen la idea que els animals criats per menjar poden ser tractats humanament. Alguns portaveus de la indústria de l'agricultura industrial argumenten que els animals estan millor en confinament total. Per exemple, segons F J "Sonny" Faison, president de Carroll's Foods:
| « | Es troben en instal·lacions de confinament d'última generació. Les condicions en què mantenim aquests animals són molt més humanes que quan estaven al camp. Avui es troben en habitatges controlats pel medi ambient en molts aspectes. I el pinso és allà per a ells tot el temps, i l'aigua, aigua dolça. Es cuiden en algunes de les millors condicions, perquè com més sa i [més] contingut està l'animal, millor creix. Així que, fins a cert punt, estem molt interessats en el seu benestar. | » |

En resposta, els defensors del benestar animal demanen proves que qualsevol animal criat en fàbrica està millor en una gàbia que lliure. Farm Sanctuary argumenten que la mercantilització i el sacrifici d'animals és incompatible amb la definició de "humanitat". Els experts en ètica dels animals com Gary Francione han argumentat que reduir el patiment dels animals no és suficient; ha de ser il·legal i abolit.
Steven Best desafia aquesta noció i argumenta que les condicions de les granges industrials "s'assemblen a les línies de producció mecanitzades dels camps de concentració" on els animals es veuen "obligats a produir quantitats màximes de carn, llet i ous, una coacció intensa que té lloc a través del confinament físic, però també ara a través de la manipulació química i genètica. Com és habitual als complexos nazis, aquest treball forçat i intensiu acaba amb la mort." David Nibert diu que els animals sensibles són tractats com a simples objectes inanimats i "biomàquines" a les granges industrials, o <i>CAFO</i>, on sovint es troben confinats a la foscor sense oportunitat de participar en activitats naturals, són mutilats per prevenir comportaments patològics en condicions d'amuntegament, i manipulats genèticament fins al punt que molts no poden suportar. David Benatar afirma que dels 63.000 milions d'animals terrestres morts anualment per proporcionar productes carnis als humans, la gran majoria moren de mort dolorosa i estressant:
| « | Els pollastres d'engreix i les gallines ponedores estotades estan suspeses cap per avall en cintes transportadores i se'ls talla la gola. Els porcs i altres animals són colpejats i commocionats per fer que es moguin als escorxadors, on se'ls talla o apunyala la gola, a vegades després de l'atordiment, però a vegades no. | » |

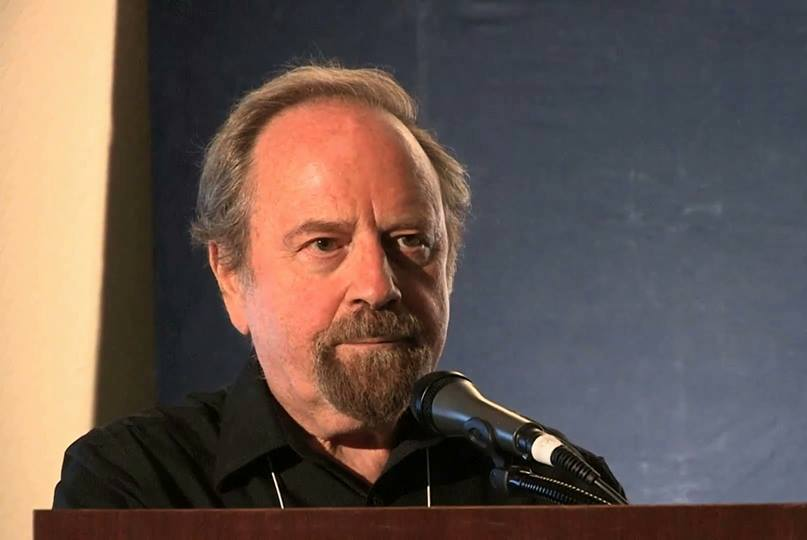
El vegà supervivent de l'Holocaust Alex Hershaft (a la foto) ha comparat el tractament del bestiar amb l'Holocaust, i va afirmar que la raó per la qual va sobreviure va ser per acabar amb l'opressió dels animals.

Escrivint a la revista Current Affairs, Nathan J. Robinson descriu els milers de milions d'animals no humans que pateixen i moren a mans dels éssers humans per al seu consum com un "holocaust" i, citant la formulació de Jeremy Bentham "La pregunta no és, poden raonar? ni, poden parlar? sinó, poden patir ?" afirma que és "moralment reprovable" i "profundament equivocat". Per contra, Jan Narveson argumenta que, segons certes teories de l'utilitarisme, la utilitat positiva es pot augmentar tenint més organismes vius per experimentar-la i, per tant, augmentant la població animal perquè més tard es pugui menjar, aquestes teories podrien justificar potencialment la cria d'animals amb els propòsits de consum.
Els crítics del vegetarianisme ètic diuen que no hi ha acord sobre on traçar la línia entre els organismes que poden i no poden sentir. Justin Leiber, professor de filosofia a la Universitat d'Oxford, escriu que:
| « | Montaigne és ecumènic en aquest sentit, reclamant consciència per a les aranyes i les formigues, i fins i tot escrivint els nostres deures envers els arbres i les plantes. Singer i Clarke coincideixen a negar la consciència a les esponges. Singer localitza la distinció entre la gamba i l'ostra. Ell, amb una comoditat bastant considerable per a qui està llançant dures acusacions als altres, llisca pel cas d'insectes, aranyes i bacteris, aparentment i més aviat convenientment no senten dolor. Midgley, més agosarat, en canvi, sembla disposat a especular sobre l'experiència subjectiva dels cucs de la tènia... Nagel... sembla marcar la línia dels llenguados i les vespes, encara que més recentment parla de la vida interior de les paneroles. | » |

També hi ha qui argumenta que, tot i que només els animals que pateixen senten angoixa, les plantes, com tots els organismes, han desenvolupat mecanismes de supervivència. No es pot dir que cap organisme viu "vulgui" morir per al sosteniment d'un altre organisme. En un article escrit per a The New York Times, Carol Kaesuk Yoon argumenta que:
| « | Quan es fereix una planta, el seu cos entra immediatament en mode de protecció. Allibera un ram de substàncies químiques volàtils, que en alguns casos s'ha demostrat que indueix les plantes veïnes a augmentar preventivament les seves pròpies defenses químiques i en altres casos a atraure els depredadors de les bèsties que poden estar causant el dany a les plantes. A l'interior de la planta, s'activen sistemes de reparació i es munten defenses, els detalls moleculars dels quals els científics encara estan investigant, però que impliquen molècules de senyalització que recorren el cos per reunir les tropes cel·lulars, fins i tot la incorporació del propi genoma, que comença a produir en massa proteïnes relacionades amb la defensa... Si ho penseu, però, per què hauríem d'esperar que qualsevol organisme s'estirés i morís per sopar? Els organismes han evolucionat per fer tot el que està a les seves mans per evitar que s'extingeixin. Quant de temps podria durar qualsevol llinatge si els seus membres efectivament no els importa si els mates? | » |

Els partidaris del vegetarianisme ètic argumenten que el suport als drets de les plantes obliga a abstenir-se de la carn, a causa de l' ús de plantes per criar animals. Per exemple, la proporció de conversió d'alimentació per a la carn de vedella pot requerir 4,5-7,5 kg d'aliment vegetal que s'utilitzarà per produir 1 kg de vedella. PETA afirma que "Si es pot demostrar que les plantes experimenten dolor o no, els aliments vegans són l'opció compassiva perquè requereixen la mort de menys plantesianimals".
Peter Singer ha assenyalat que l'argument ètic del vegetarianisme pot no aplicar-se a tots els aliments no vegetarians. Per exemple, qualsevol argument en contra de causar dolor als animals no s'aplicaria als animals que no senten dolor. També s'ha observat sovint que, tot i que es necessita molt més gra per alimentar alguns animals com les vaques per al consum humà que per alimentar un humà directament, no tots els animals consumeixen plantes terrestres (o altres animals que consumeixen plantes terrestres). Per exemple, les ostres consumeixen plàncton i algues submarines. El 2010 Christopher Cox va escriure:
| « | Biològicament, les ostres no es troben en el regne vegetal, però quan es tracta de menjar ètic, gairebé no es distingeixen de les plantes. Les granges d'ostres representen el 95 per cent de tot el consum d'ostres i tenen un impacte negatiu mínim en els seus ecosistemes; fins i tot hi ha projectes sense ànim de lucre dedicats al cultiu d'ostres com a forma de millorar la qualitat de l'aigua. Com que es cultiven tantes ostres, hi ha poc perill de sobrepesca. No es neteja cap bosc per a les ostres, no es necessita cap fertilitzant i no es malgasta cap gra per alimentar-les: tenen una dieta de plàncton, que és el més a prop de la part inferior de la cadena alimentària que es pot obtenir. El cultiu d'ostres també evita molts dels efectes secundaris negatius de l'agricultura vegetal: no hi ha abelles necessàries per pol·linitzar les ostres, no cal pesticides per matar altres insectes i, en la seva majoria, les granges d'ostres funcionen sense el dany col·lateral de matar accidentalment altres animals durant la collita. | » |

Cox va continuar suggerint que les ostres serien acceptables per menjar, fins i tot amb criteris ètics estrictes, si no eren conscients: "tot i que se'ls podria donar el benefici del dubte, també es podria dir que tret que hi hagi una nova evidència d'una capacitat de patir dolor, el dubte és tan lleu que no hi ha una bona raó per evitar menjar ostres produïdes de manera sostenible". Cox ha afegit que, tot i que creu en algunes de les raons ètiques del vegetarianisme, no és estrictament vegà ni tan sols vegetarià perquè consumeix ostres.

### Influències en les visions de la consciència animal
Quan les persones decideixen fer coses sobre les quals són ambivalents i que tindrien dificultats per justificar, experimenten un estat de dissonància cognitiva, que pot portar a la racionalització, la negació o fins i tot l'autoengany. Per exemple, un experiment del 2011 va trobar que, quan el dany que causa el menjar de carn als animals es mostra directament a la gent, tendeixen a valorar aquests animals com a posseïdors de menys capacitats mentals en comparació amb quan no se'ls hi mostra. Això és especialment evident quan la gent espera menjar carn en un futur proper. Aquesta negació fa que sigui menys incòmode per a la gent menjar animals. Les dades suggereixen que les persones que consumeixen carn fan tot el possible per intentar resoldre aquestes inconsistències morals entre les seves creences i el seu comportament ajustant les seves creences sobre allò que els animals són capaços de sentir. Aquesta percepció pot portar a conclusions paradoxals sobre l'ètica i la comoditat que implica preferir determinats tipus de carn per sobre d'altres. Per exemple, el cérvol o la carn d'un cérvol salvatge generalment té una qualitat nutricional molt més alta i una petjada de carboni molt menor que la carn d'animals criats a casa. A més, es pot assegurar pràcticament que el cérvol mai va ser criat en condicions no naturals, confinat en una gàbia, alimentat amb una dieta no natural de gra, o injectat amb qualsevol hormona artificial. Tanmateix, com que l'acte necessari de matar un cérvol per obtenir el cérvol és generalment molt més evident per a qualsevol que es trobi amb aquest tipus de carn, algunes persones poden sentir-se encara més incòmodes amb menjar-la que la carn d'animals criats en granges industrials. Molts vegetarians ètics i consumidors de carn ètics argumenten que s'hauria d'ajustar el comportament en lloc de donar suport a les creences.

## Argumentació ambiental

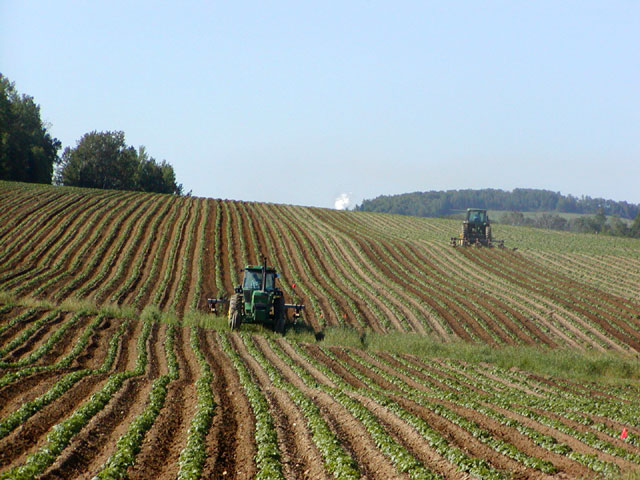
Un camp de patates monocultiu

Algunes persones opten per ser vegetarians o vegans per motius ambientals.
Segons un informe de 2006 de LEAD Livestock's Long Shadow, "el sector ramader emergeix com un dels dos o tres principals contribuents més importants als problemes ambientals més greus, a totes les escales, des del local fins al global". El sector ramader és probablement la principal font de contaminació de l'aigua (a causa de residus animals, fertilitzants i pesticides), contribuint a l'eutrofització, problemes de salut humana i l'aparició d'resistència als antibiòtics. També representa més del 8% de l'ús global d'aigua humana.
La producció ramadera és l'ús humà més important de la terra, i representa al voltant del 25% de la superfície terrestre mundial, o dos terços de totes les terres agrícoles. Probablement és el principal causant de la pèrdua de biodiversitat, ja que provoca la desforestació, la degradació de la terra, la contaminació, el canvi climàtic i la sobrepesca. Un estudi del 2017 del World Wildlife Fund va trobar que el 60% de la pèrdua de biodiversitat es pot atribuir a la gran escala de cultius de pinsos necessaris per criar desenes de milers de milions d'animals de granja. La ramaderia també és responsable d'almenys el 20% de les emissions mundials de gasos d'efecte hivernacle, que són la principal causa del canvi climàtic actual. Això es deu a la producció de pinsos, la fermentació entèrica dels remugants, l'emmagatzematge i el processament de fems i el transport de productes animals. Les emissions de gasos d'efecte hivernacle de la producció ramadera superen molt les emissions de gasos d'efecte hivernacle de qualsevol altra activitat humana. Alguns autors argumenten que, amb diferència, el millor que podem fer per frenar el canvi climàtic és un canvi global cap a una dieta vegetariana o vegana. Un estudi del 2017 publicat a la revista Carbon Balance and Management va trobar que les emissions globals de metà de l'agricultura animal són un 11% més altes que les estimades anteriorment. El novembre de 2017, 15.364 científics mundials van signar un avís a la humanitat demanant, entre altres coses, "promoure canvis en la dieta cap a aliments majoritàriament d'origen vegetal". Un informe de 2019 a The Lancet va recomanar que el consum mundial de carn es reduís en un 50 per cent per mitigar el canvi climàtic.
Molts països en desenvolupament, inclosos la Xina i l'Índia, s'estan allunyant de les dietes tradicionals a base de plantes a dietes intensives en carn com a resultat de la modernització i la globalització, que ha facilitat la propagació de les cultures de consum occidentals arreu del món. Entre 166 i més de 200.000 milions d'animals terrestres i aquàtics són consumits per la població mundial de més de 7.000 milions cada any, i es preveu que el consum de carn es dupliqui més que el 2050 a mesura que la població creixi a més de 9.000 milions. Un estudi del 2018 publicat a Science afirma que el consum de carn podria augmentar fins a un 76% l'any 2050 com a resultat del creixement de la població humana i l'augment de la riquesa, cosa que augmentarà les emissions de gasos d'efecte hivernacle i reduirà encara més la biodiversitat. David Attenborough va advertir el 2020 que "el planeta no pot suportar milers de milions de persones que mengin carn".
Els animals que s'alimenten de gra o depenen del pasturatge necessiten més aigua que els cultius de cereals. Produir 1 kg de carn requereix fins a 15.000 litres d'aigua. Segons el Departament d'Agricultura dels Estats Units (USDA), el cultiu d'animals de granja requereix gairebé la meitat del subministrament d'aigua dels EUA i el 80% de la seva terra agrícola. Els animals criats per menjar als EUA consumeixen el 90% de la collita de soja, el 80% de la collita de blat de moro i el 70% del seu gra. No obstant això, quan s'utilitza un sistema d'cultiu extensiu (a diferència d'un parc d'alimentació), part d'aigua i nutrients es retornen al sòl per proporcionar un benefici a la pastura. Aquest cicle i processament d'aigua i nutrients és menys freqüent en la majoria dels sistemes de producció vegetal, de manera que pot acostar la taxa d'eficiència de la producció animal a l'eficiència dels sistemes agrícoles basats en plantes. En el seguiment de la producció d'animals d'alimentació des del pinso fins a la taula del sopar, les ineficiències de la producció de carn, llet i ous van des d'una proporció d'entrada d'energia de 4:1 a producció de proteïnes fins a 54:1. El resultat és que la producció d'aliments d'origen animal sol ser molt menys eficient que la collita de cereals, verdures, llegums, llavors i fruites.
També hi ha arguments ecologistes a favor de la moralitat de menjar carn. Una d'aquestes línies d'argument sosté que la sensibilitat i el benestar individual són menys importants per a la moral que el major bé ecològic. Seguint el principi de l'ecologista Aldo Leopold que l'únic criteri de moralitat és preservar la "integritat, l'estabilitat i la bellesa de la comunitat biòtica", aquesta posició afirma que la caça sostenible i l'agricultura animal són saludables per al medi ambient i, per tant, bones. Jay Bost, agroecòleg i guanyador del concurs ' assajos del New York Times sobre l'ètica de menjar carn, dona suport al consum de carn, argumentant que "menjar carn criada en circumstàncies específiques és ètic; menjar carn criada en altres circumstàncies no és ètic" pel que fa a ús ambiental. Proposa que si "es defineix l'ètica com viure de la manera més ecològicament benigna, aleshores en circumstàncies força concretes, de les quals cada menjador s'ha d'educar, menjar carn és ètic". Les circumstàncies específiques que esmenta inclouen l'ús d'animals per ciclar els nutrients i convertir el sol en aliment.

## Tradicions religioses de menjar carn

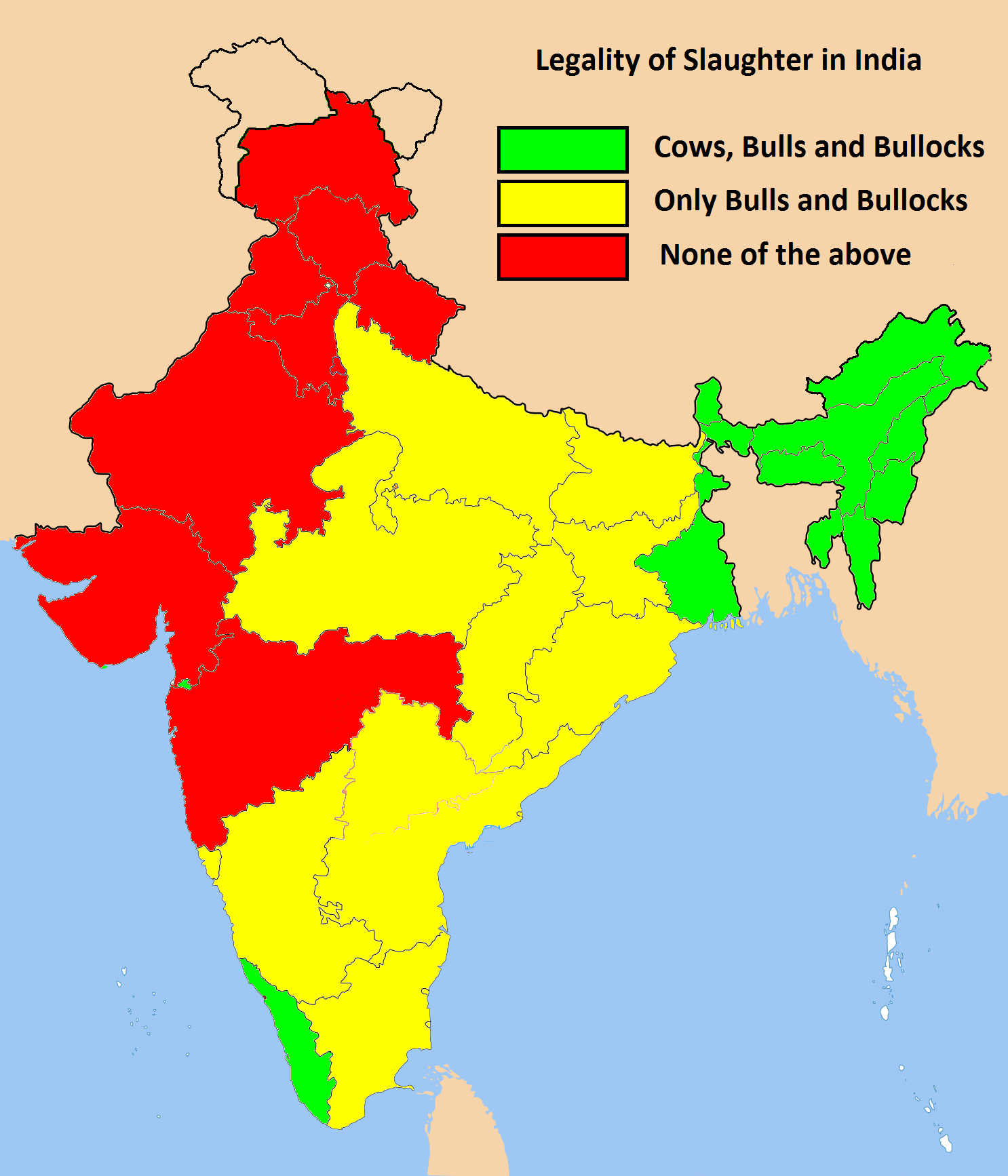
Lleis de matança de vaques a diversos estats de l'Índia

L'hinduisme considera el vegetarianisme com un ideal per tres motius: el principi de la noviolència (ahimsa) aplicat als animals; la intenció d'oferir només menjar "pur" (vegetarià) o sàtvic a una deïtat i després rebre'l com a prasad ; i el convenciment que una dieta d'éssers no conscients és beneficiosa per a un cos i una ment sans i que l'alimentació no vegetariana és perjudicial per a la ment i per al desenvolupament espiritual. El vegetarianisme budista té restriccions similars contra fer mal als animals.
La llei islàmica i el judaisme tenen pautes dietètiques anomenades Halal i Kashrut, respectivament. En el judaisme, la carn que es pot consumir segons la halakha (llei jueva) s'anomena kosher ; la carn que no compleix la llei jueva s'anomena treif. Causar dolor innecessari als animals està prohibit pel principi de tza'ar ba'alei chayim. Tot i que no és obligatori ni prohibit que els jueus mengin carn, alguns estudiosos medievals del judaisme, com Joseph Albo i Isaac Arama, consideren el vegetarianisme com un ideal moral. De la mateixa manera, les lleis dietètiques islàmiques permeten el consum de determinats animals a condició que la seva carn no s'obtingui mitjançant mètodes prohibits de sacrifici (per exemple: estrangulament, apallisament fins a la mort, etc.), juntament amb el compliment d'altres restriccions. La carn obtinguda mitjançant mètodes prohibits de sacrifici es considera haram.
En el cristianisme practicat pels membres d'l'Església Ortodoxa Oriental, l'Església Catòlica Romana, l'Església Grecocatòlica i altres, està prohibit menjar carn en temps de dejuni. Les regles del dejuni també varien. També hi ha ordes monàstiques cristianes que practiquen el vegetarianisme .
El sintoisme té un concepte de kegare, que significa un estat de contaminació i profanació, i tradicionalment es creu que menjar animals ho és. Es creu que menjar animals amb més potes és pitjor. (Menjar mamífers és pitjor que menjar pollastres o peixos.) Aquest concepte porta a la discriminació dels matadors i de les persones que treballen amb cuir, que s'anomenen burakumin. Shinran, el fundador de la secta budista Jōdo Shinshū, va ensenyar que la classe baixa que havia de matar éssers podia entrar al nirvana tot i que es pensava que matar animals era immoral.

## Concepte de persona
Diversos filòsofs moderns han argumentat que una comunitat moral requereix que tots els participants siguin capaços de prendre decisions morals, però els animals són incapaços de prendre decisions morals (per exemple, un tigre no s'abstindria de menjar un humà perquè era moralment incorrecte ; decidiria si l'ataca en funció de les seves necessitats de supervivència, tal com dicta la fam). Així, alguns opositors al vegetarianisme ètic argumenten que l'analogia entre matar animals i matar persones és enganyosa. Per exemple, Hsiao (2015) compara la gravetat moral de fer mal als animals amb la de recollir una flor o introduir programari maliciós en un ordinador. Altres han argumentat que els humans són capaços de cultura, innovació i sublimació de l'instint per actuar de manera ètica mentre que els animals no ho són i, per tant, són desiguals als humans a nivell moral. Això no excusa la crueltat, però implica que els animals no són moralment equivalents als humans i no tenen els drets que un humà té. La definició precisa d'una comunitat moral no és senzilla, però Hsiao defineix la pertinença per la capacitat de conèixer el propi bé i el dels altres membres, i ser capaç de copsar-ho en abstracte. Afirma que els animals no humans no compleixen aquesta norma.
Benjamin Franklin descriu la seva conversió al vegetarianisme al capítol primer de la seva autobiografia, però després descriu per què (periòdicament) va deixar el vegetarianisme en la seva vida posterior:
| « | ...en el meu primer viatge des de Boston... la nostra gent es va dedicar a pescar bacallà i en va transportar un gran nombre. Fins ara m'havia aferrat a la meva decisió de no menjar aliments d'animals... Però abans havia estat un gran amant del peix i, quan sortia calent de la paella, feia una olor admirable. Vaig fer balanç una estona entre principi i inclinació, fins que vaig recordar que, quan es van obrir els peixos, vaig veure peixos més petits que els treien de l'estómac; aleshores vaig pensar: "Si us mengeu els uns als altres, no veig per què no us hauríem de menjar". Així que vaig menjar bacallà amb molt de gust i vaig continuar menjant amb altres persones, tornant només de tant en tant a una dieta vegetariana. És molt convenient ser una criatura raonable, ja que permet trobar o fer una raó per a tot allò que la ment ens permet. | » |

## Malalties zoonòtiques i resistència als antibiòtics
Els opositors a menjar carn argumenten que la producció de carn fomenta les malalties zoonòtiques, donant lloc a un augment de les pandèmies, una afirmació recolzada per un informe de les Nacions Unides de 2020. Un document del 2017 va afirmar que "S'estima que el 60% de les malalties infeccioses conegudes i fins al 75% de les malalties infeccioses noves o emergents són d'origen zoonòtic" i que "S'estima que les zoonosis són responsables de 2.500 milions de casos de malalties humanes i 2,7 milions de morts humanes a tot el món cada any". La producció de carn sovint implica l'ús d'antibiòtics en el bestiar, alimentant la resistència als antibiòtics. S'ha argumentat que la resistència als antibiòtics és una amenaça tan gran com el canvi climàtic.
Els crítics d'aquesta línia de raonament afirmen que si bé l'adopció generalitzada de dietes veganes reduiria el foment de malalties zoonòtiques, resistència als antibiòtics i pandèmies, la producció d'aliments vegans encara sovint implica antibiòtics i no elimina aquests problemes del tot.

## Animals morts en la collita
Steven Davis, professor de ciència animal a la Universitat Estatal d'Oregon, argumenta que el principi de menys dany no requereix renunciar a tota la carn. Davis afirma que una dieta que contingui carn de vedella de remugants alimentats amb pastura com el bestiar mataria menys animals que una dieta vegetariana, sobretot si es té en compte els animals morts per l'agricultura.
Aquesta conclusió ha estat criticada per Jason Gaverick Matheny (fundador de l'organització de carn in vitro New Harvest) perquè calcula el nombre d'animals morts per acre (en lloc de per consumidor). Matheny diu que, quan s'ajusten els números, l'argument de Davis mostra que el veganisme és el que perpetra el menor dany. L'argument de Davis també ha estat criticat per Andy Lamey perquè es basa només en dos estudis que potser no representen pràctiques agrícoles comercials. A l'hora de diferenciar els animals assassinats per maquinària agrícola i els assassinats per altres animals, diu que els estudis tornen a demostrar que el veganisme fa "el menor mal".
Christopher Bobier explica que els arguments en contra del consum de carn cultivada en fàbrica també es poden aplicar a les verdures produïdes en condicions de fàbrica a causa d'animals morts en el procés de producció (argumentant que fonts alternatives de verdures significa que no són necessàries les verdures produïdes en fàbrica) i, per tant, no representen un argument primari per al vegetarianisme.

## Productes no carnis

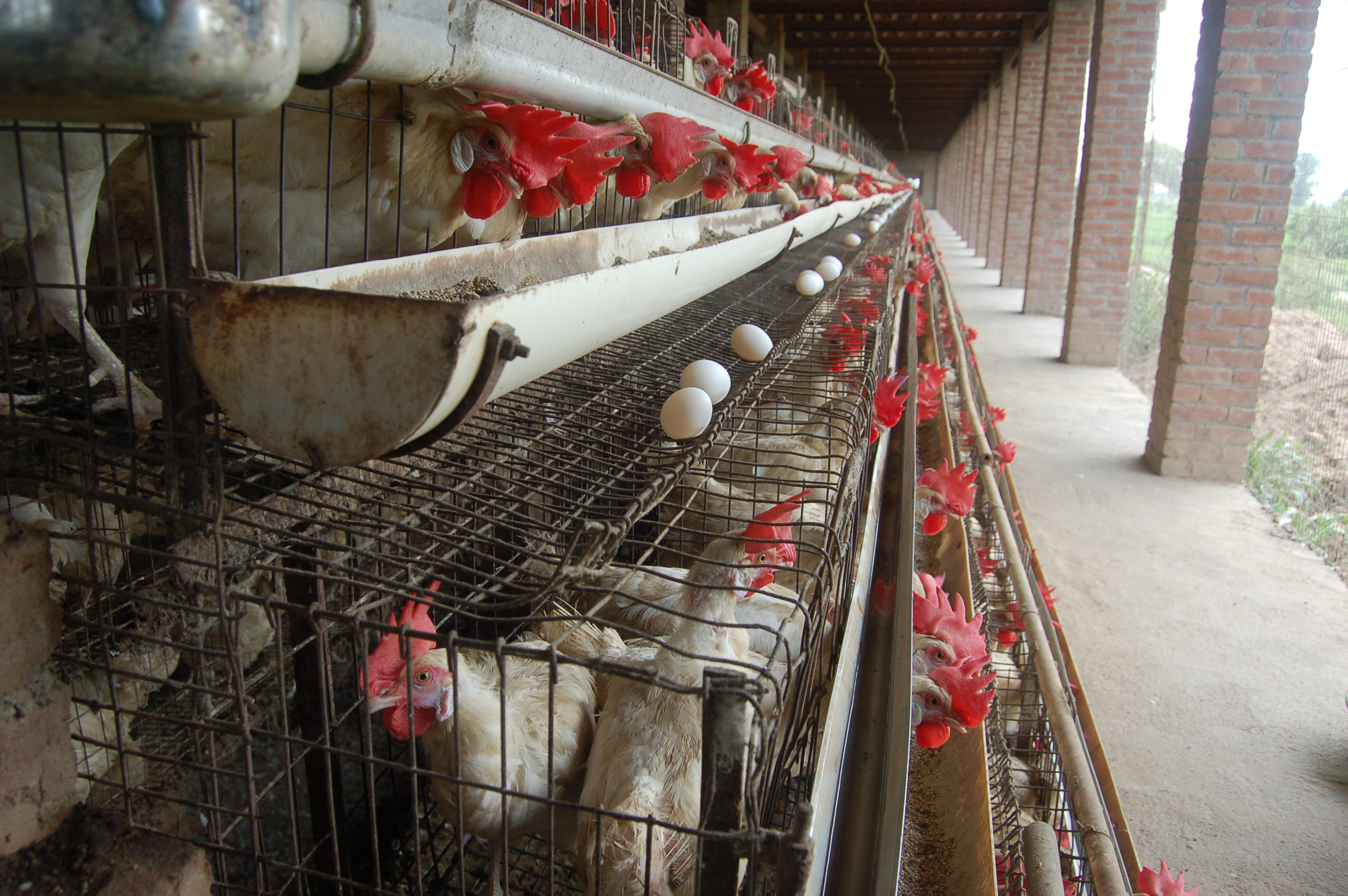
Pollastres ponedors d'ous en gàbies de bateria

Una de les principals diferències entre una dieta vegana i una vegetariana típica és evitar tant els ous com els lactis com la llet, el formatge, la mantega i el iogurt. Els vegans ètics no consumeixen lactis ni ous a causa de l'explotació i la matança d'animals a les indústries lleteres i d'ous i per l'efecte ambiental de la producció de lactis.
Per produir llet a partir de bestiar lleter, la majoria de vedells se separen de les seves mares poc després del naixement i s'alimenten amb llet de substitució per tal de retenir la llet de vaca per al consum humà. Els defensors del benestar animal assenyalen que això trenca el vincle natural entre la mare i el seu vedell. Els vedells mascles no desitjats es sacrifiquen en néixer o s'envien a la producció de vedella. Per allargar la lactància, les vaques lleteres es mantenen embarassades gairebé permanentment mitjançant la inseminació artificial. Tot i que l'esperança de vida natural de les vaques és d'uns vint anys, després d'uns cinc anys la producció de llet de vaca ha baixat; llavors es consideren "usadess" i són enviades a la matança per a la carn i el cuir.
Les gàbies en bateria són la forma d'allotjament predominant per a les gallines ponedores a tot el món; aquestes gàbies redueixen l'agressivitat i el canibalisme entre les gallines, però són estèrils, restringeixen el moviment i augmenten les taxes d'osteoporosi. En aquests sistemes i en la producció d'ous en llibertat, els pollets mascles no desitjats són sacrificats i matats en néixer durant el procés d'assegurament d'una nova generació de gallines ponedores. S'estima que un consumidor mitjà d'ous que menja 200 ous a l'any durant 70 anys de la seva vida és responsable de la mort de 140 aus, i que un consumidor mitjà de llet que beu 190 kg de llet l'any durant 70 anys és responsable de la mort de 2,5 vaques.